# Anas

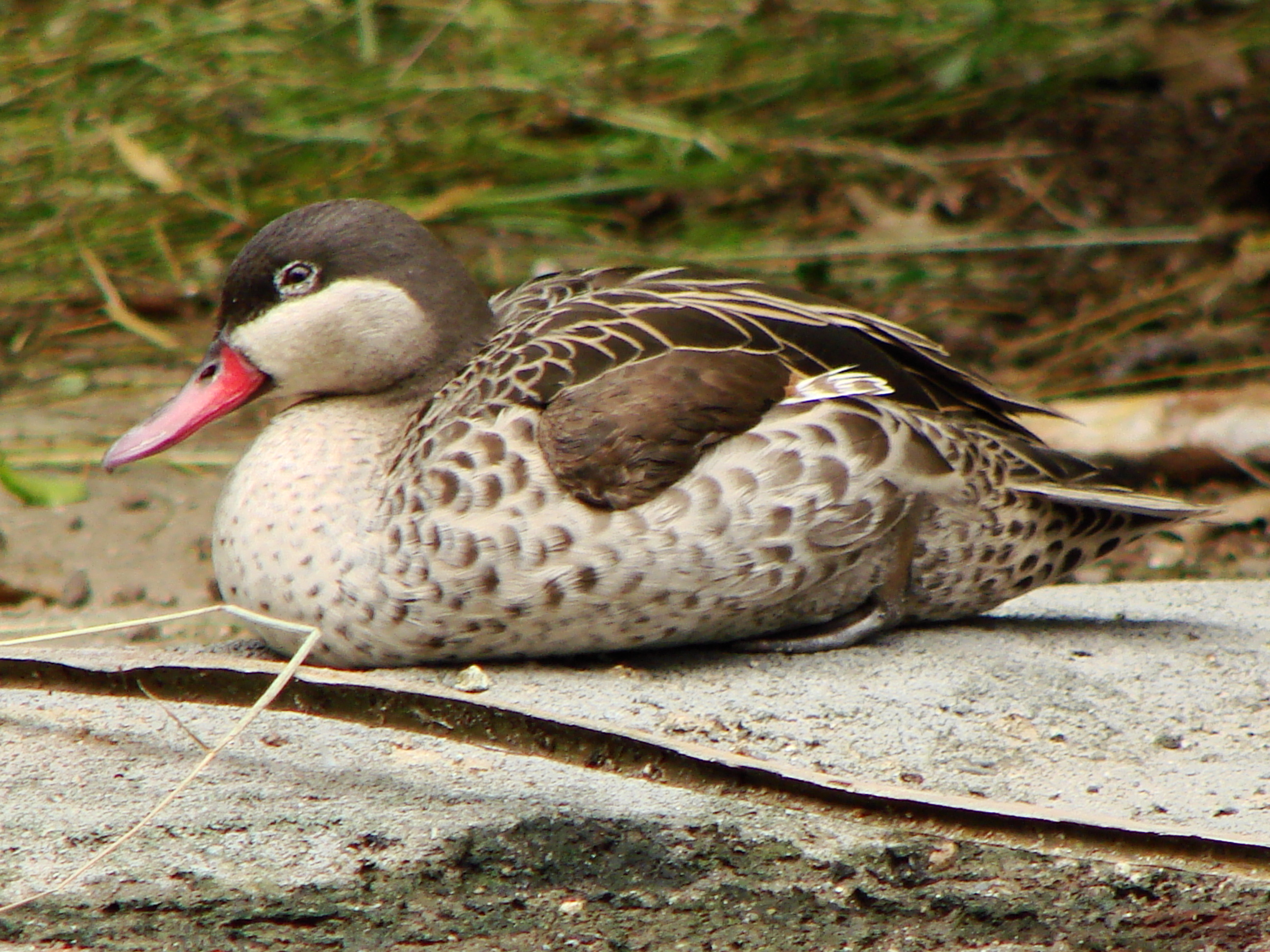
Piroscsőrű réce (Anas erythrorhyncha)

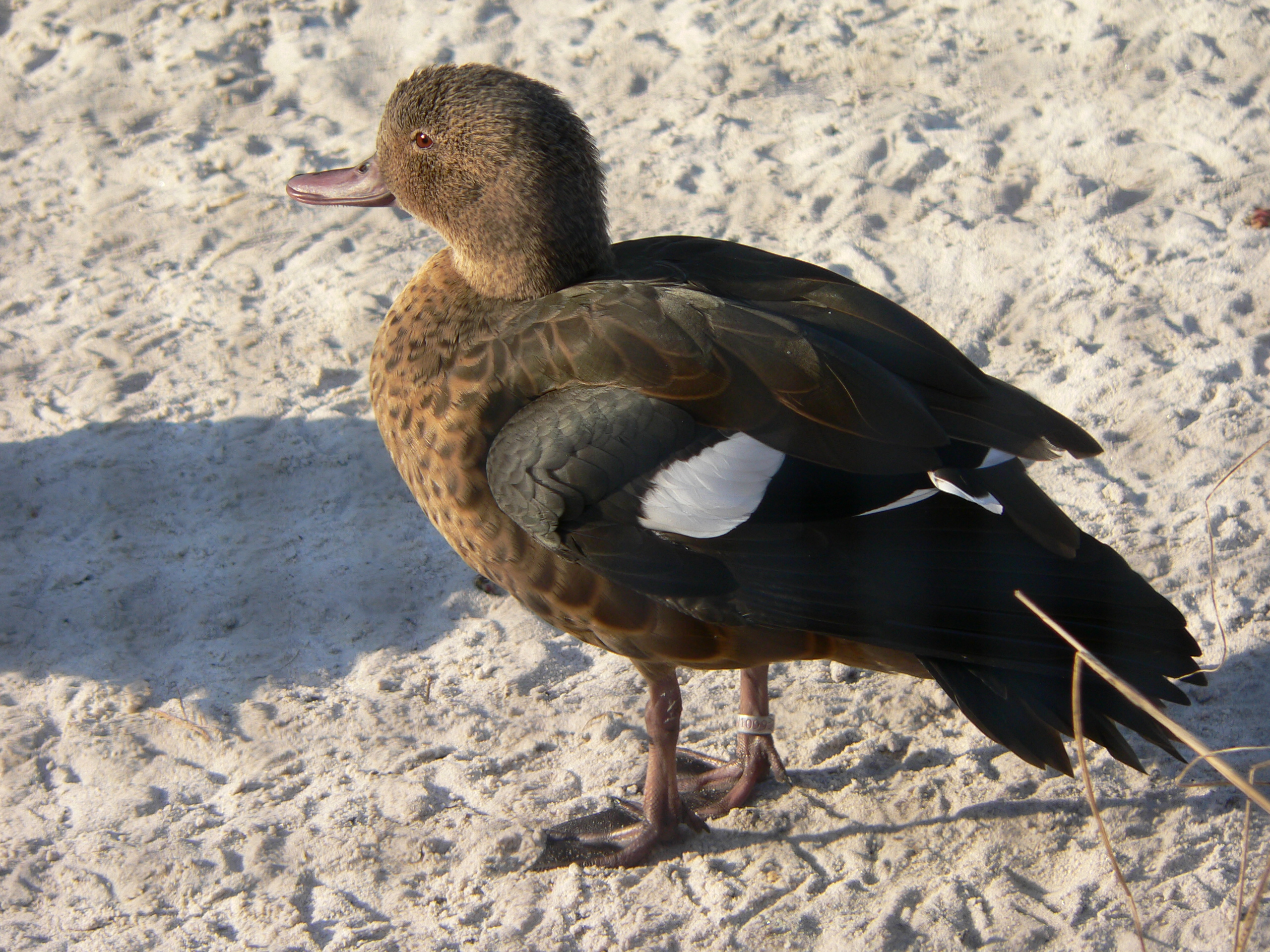
Bernier-réce (Anas bernieri)

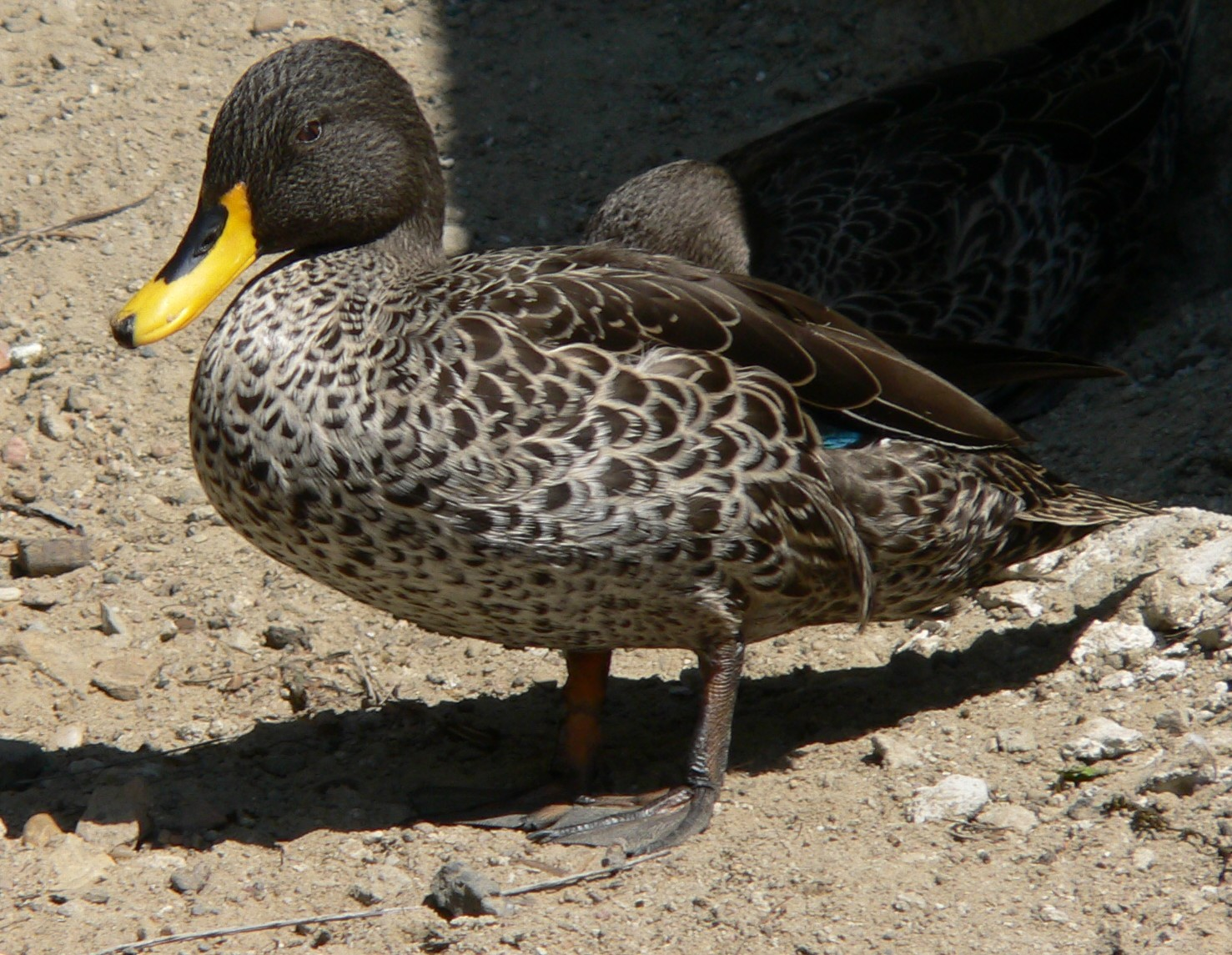
Sárgacsőrű réce (Anas undulata)

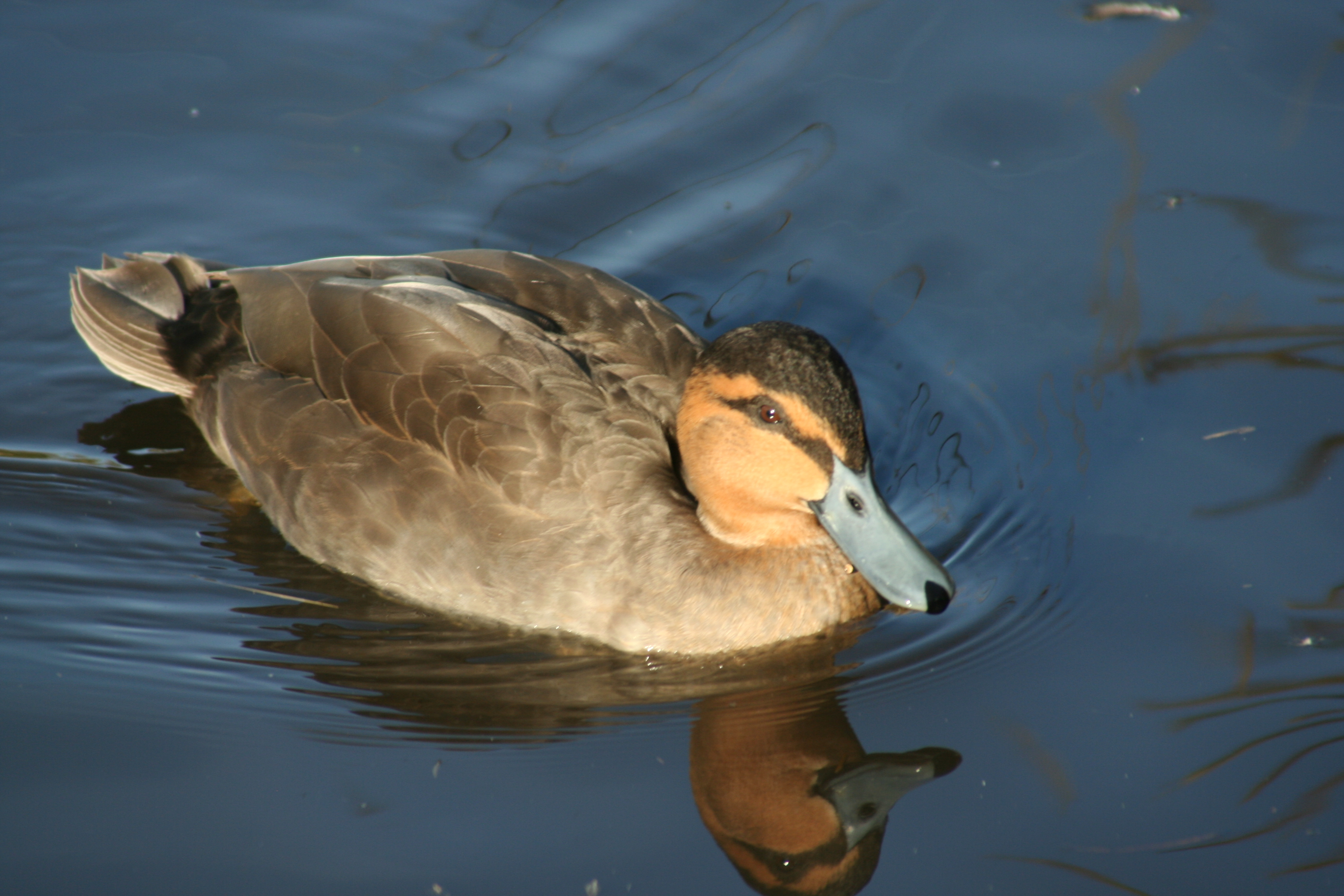
Fülöp-szigeteki réce (Anas luzonica)

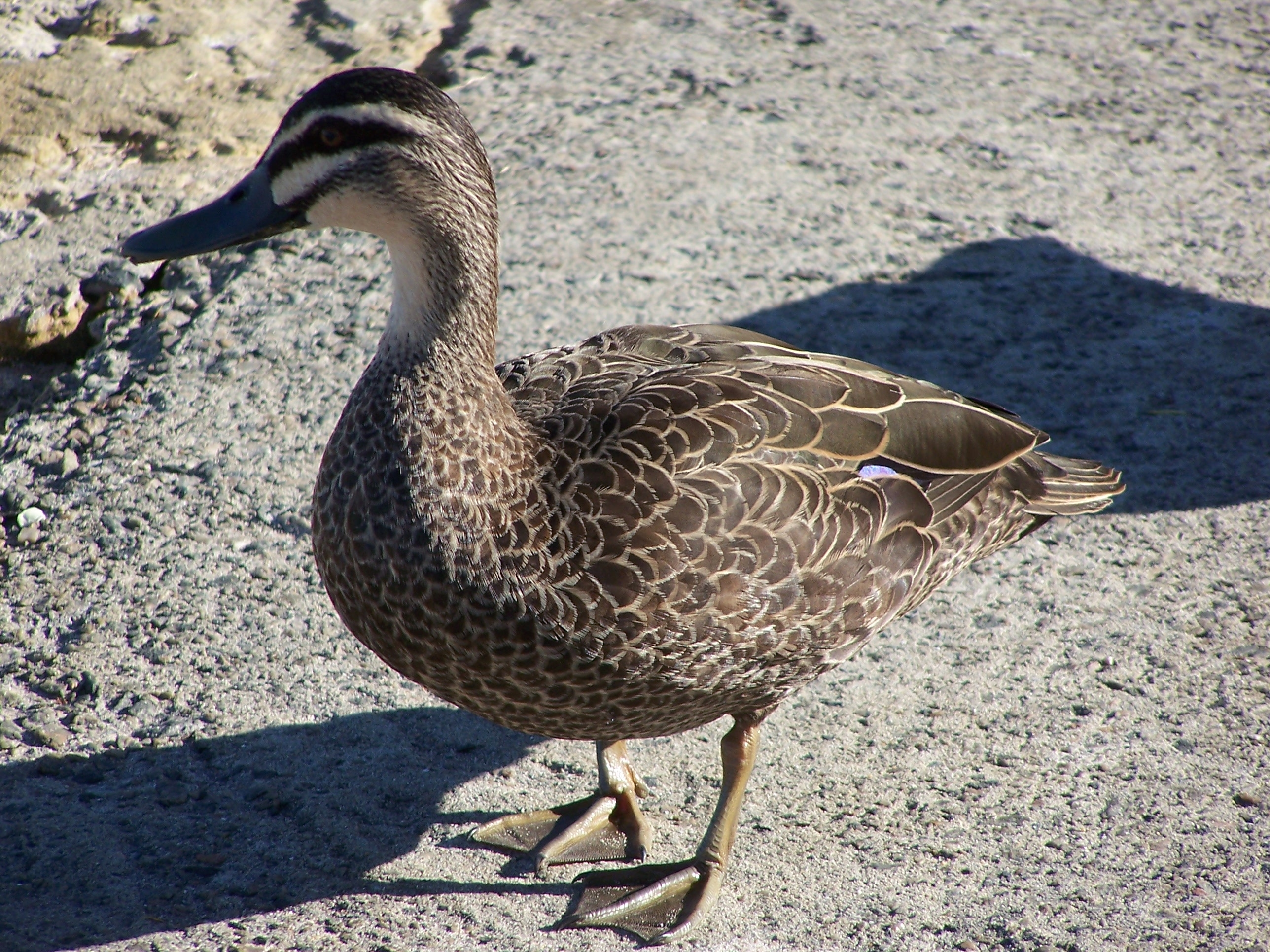
Szemöldökös réce (Anas superciliosa)

Az Anas a madarak osztályának lúdalakúak (Anseriformes) rendjébe, a récefélék (Anatidae) családjába, azon belül a réceformák (Anatinae) alcsaládjába és az úszórécék (Anatini) nemzetségébe tartozó nem.

## Rendszerezés
A nembe az alábbi alnemek és fajok tartoznak:
- Dafila alnem – nyílfarkú récék, 3 faj
  - nyílfarkú réce (Anas acuta)
  - Kerguelen-szigeteki nyílfarkúréce (Anas eatoni)
  - déli-georgiai nyílfarkúréce (Anas georgica)

- Poecilonetta alnem – piroscsőrű récék, 2 faj
  - fehérarcú réce (Anas bahamensis)
  - piroscsőrű réce (Anas erythrorhyncha)

- Nettion alnem, 12 faj
  - Indiai-óceáni csoport
    - bantu réce (Anas capensis)
    - Bernier-réce (Anas bernieri)
    - mauritiusi réce (Anas theodori) – kihalt
    - fehértorkú réce (Anas gibberifrons)
    - andamáni réce (Anas albogularis)
    - szürke réce (Anas gracilis)
    - gesztenyebarna réce (Anas castanea)

  - Csörgőréce csoport
    - csörgő réce (Anas crecca)
    - zöldszárnyú réce (Anas caroilensis)
    - dél-amerikai csörgő réce (Anas flavirostris)
    - andoki réce (Anas andium)

  - Új-zélandi csoport
    - maori réce (Anas aucklandica)
    - Campbell-réce (Anas nesiotis) lehet, hogy alfaj (Anas aucklandica nesiotis)
    - Anas chlorotis, lehet, hogy alfaj Anas aucklandica chlorotis

- Melanas alnem – 1 faj 
  - afrikai fekete réce (Anas sparsa)

- Anas alnem, tőkés récék – 12 faj
  - afrikai récék
    - sárgacsőrű réce (Anas undulata)
    - madagaszkári réce (Anas melleri)

  - amerikai récék
    - kormos réce (Anas rubripes)
    - floridai réce (Anas fulvigula)
    - mexikói réce (Anas diazi)

  - Csendes-óceáni récék
    - Mariana-szigeteki réce (Anas oustaleti)
    - laysani réce (Anas laysanensis)
    - hawaii réce (Anas wyvilliana)
    - Fülöp-szigeteki réce (Anas luzonica)
    - szemöldökös réce (Anas superciliosa)

  - tőkésrécék
    - tőkés réce vagy vadkacsa (Anas platyrhynchos)
      - házi kacsa (Anas platyrhynchos domestica) alfaj

    - foltoscsőrű réce (Anas poecilorhyncha)
    - keleti foltoscsőrűréce (Anas zonorhyncha)

Korábban ide sorolt, de mára különálló nemekbe sorolt fajok:
- Spatula (Boie, F. 1822) - 10 faj 
  - böjti réce (Spatula querquedula)
  - hottentotta réce (Spatula hottentota)
  - ezüstréce (Spatula versicolor)
  - ezüstcsőrű réce (Spatula puna)
  - kékszárnyú réce (Spatula discors)
  - fahéjszínű réce (Spatula cyanoptera)
  - fokföldi kanalasréce (Spatula smithii)
  - argentin kanalasréce (Spatula platalea)
  - ausztráliai kanalasréce (Spatula rhynchotis)
  - kanalas réce (Spatula clypeata)

- Mareca (Stephens, 1824) – fütyülő récék, 5 élő és 1 régen kihalt faj
  - fütyülő réce (Mareca penelope)
  - álarcos réce (Mareca americana)
  - chilei fütyülőréce (Mareca sibilatrix)
  - amszterdam-szigeti réce (Mareca marecula)
  - kendermagos réce (Mareca strepera)
  - sarlós réce (Mareca falcata)

- Lophonetta (Riley, 1914) – copfos récék, 1 faj
  - copfos réce (Lophonetta specularioides)

- Speculanas (von Boetticher, 1929 – szemüveges récék, 1 faj
  - szemüveges réce (Speculanas specularis)

- Sibirionetta (Boetticher, 1929) – cifra réce, 1 faj
  - cifra réce (Sibirionetta formosa)